# アリラン3A号
アリラン3A号（아리랑 3A호）、またはKOMPSAT-3A（Korea Multipurpose Satellite-3A）は、韓国の多目的実用人工衛星。韓国航空宇宙研究院（KARI）と複数の韓国企業がドイツ航空宇宙センターやEADS アストリアム社の技術支援を基に開発した地球観測衛星で、2015年3月26日にヤースヌイ宇宙基地からドニエプルロケットで打上げられた。

## 概要
可視光分解能55cm、赤外線分解能5.5mの光学衛星で、2006年から2373億ウォン（約260億円）かけて開発された。
韓国の公共衛星としては初めて韓国の民間企業がKARIの支援を受けて開発を主導した衛星である。韓国航空宇宙産業（KAI）とAP宇宙航空コンソーシアムが衛星本体、大韓航空、ハンファ、トゥウォン重工業、サムスンタレスが部品単位で製作に関わっており、この開発参画企業群はアリラン5号の開発時と同じである。韓国の国産化を示す技術自立度は、システムおよび本体が88.9％、光学搭載体は83.1％とされており、ドイツ航空宇宙センターとEADS アストリアムが光学機器の開発における技術支援を行っている。